# 이계실
이계실(李桂實, 1889년 9월 17일 ~ 1971년 1월 9일)은 일제강점기와 대한민국 시기에 활동한 목사이다. 대한예수교장로회(순장)의 창립자이다.

## 생애
이계실은 1889년 9월 17일 함경남도 함흥시 본궁(本宮, 궁서동)에서 이증규와 박 씨 사이의 6남매 중 다섯째로 태어났다. 1910년까지 독서당에서 종교와 한문을 공부했다. 이후 1910년 1월 2일부터 1912년까지 농사에서 고등농업실험원을 수학하고 수료하였다. 1913년 1월 1일부터 어떤 선교사에게 성경책 전부를 받아 공부하였으나 신학은 체계적으로 학습하지 못했다. 1915년 1월 1일부터 1918년 2월 2일까지는 나성교회(羅聖敎會) 장로의 권고로 성경학원에 입학하여 신학 공부를 수료하였다. 이후 본궁교회의 집사와 영수로 봉사했으며, 캐나다 선교사 도율림(D.W. McDonaldo)의 전도인이 되어 개척 전도 현장에서 헌신적으로 활동했다. 1920년 7월에는 마구례(Duncan M. McRae) 선교사 부인의 양녀였던 변영실과 결혼했다. 1921년 3월 12일부터 30일까지는 캐나다 선교회(宣敎會) L. Young 선교사의 요청으로 통남동본당 봉산지역에서 사역했다.
이계실은 함경도 지방의 여러 교회에서 전도사로 사역하다 1922년 3월 2일 서울성결교신학교에 입학하여 김관식(金關植) 박사의 지도로 신학을 공부하였다. 졸업 후 12월 30일까지 내동(內洞) 시내 중하리(中下里)교회에서 전도사로 사역했다. 1923년 3월 2일부터 다시 내동(內洞) 구역에서 평양선교사로부터 가르침을 받으며 전도사로 활동하였고,  평양신학교에 입학하여 1931년 3월 제26회로 졸업했다. 이듬해인 1932년 5월에는 대한예수교장로회 함남노회에서 목사 안수를 받았다. 이후 37년 동안 62개 교회를 신설하는 데 기여했다.
특히 1921년 함경남도 함주군 동천면 풍서리에 덕천교회(오늘날 동천교회의 모체)를 설립했다. 덕천교회를 중심으로 여러 교회들이 설립되었으나, 1930년대 후반 일제의 '한민족말살전략'으로 신사참배, 창씨개명, 국어 상용 등이 강요되었다. 당시 장로교와 감리교가 신사참배에 굴복하고 반대자들을 박해할 때, 이계실은 자신이 돌보던 덕천교회 등 여러 교회들을 함남노회에서 탈퇴시키고 신사참배를 반대했다. 이로 인해 해당 교회들의 평신도 지도자들이 체포되어 고문을 받기도 했다.

### 광복 이후
1945년 8.15 해방 후에도 공산당의 박해가 계속되었다. 이계실은 주일 선거와 기독교도연맹 등에 반대하며 고난을 겪었다. 1950년 6.25 한국전쟁 발발 후 국군과 유엔군의 북진, 중공군의 참전, 유엔군의 후퇴가 이어지는 혼란 속에서, 1950년 12월 22일, 흥남철수때 이계실과 6개 교회 성도 130명은 영하 30~40도의 강추위 속에 피난민 구출 작전의 마지막 배인 미국 상선 메르디스 빅토리(Meredith Victory)호에 탑승했다. 군목 옥호열(Harold Voelkel) 선교사와 현봉학 박사의 공로로 메르디스 빅토리호는 많은 피난민들을 대피시켰다.
남한에 도착한 이계실과 성도들은 거제도에 '덕천연합교회'를 세우고 신앙생활을 했다. 고향으로 돌아갈 희망이 사라지자 부산 문현동으로 옮겨 새로운 신앙 공동체를 형성했다. 이후 재건교회와 연합하기도 했으나, 이 연합은 오래가지 못하고 각자의 길을 갔다.
1955년 10월, 서울 영등포에 정부로부터 땅 2,400평을 불하받아 성도들이 서울로 이주했다. 서울 영등포구 신길동 산107번지 땅에 2-30평씩 구획하여 흙벽돌집 50여 채를 지어 정착했다. 교회는 임시 천막에서 시작하여 이듬해 3월 76평 규모의 목조건물을 건축했다. 서울성경신학대학원대학교를 세우고운영했다.
이계실 목사는 1971년 1월 9일, 82세의 나이로 세상을 떠났다.

## 같이 보기
- 대한예수교장로회(순장)
- 서울성경신학대학원대학교
- 흥남 철수 작전

## 참고문헌
- 대한예수교장로회(순장) 70년사